# Ormes-et-Ville
Ormes-et-Ville è un comune francese di 247 abitanti situato nel dipartimento della Meurthe e Mosella nella regione del Grand Est.

## Società

### Evoluzione demografica
Abitanti censiti